# Mami Wata

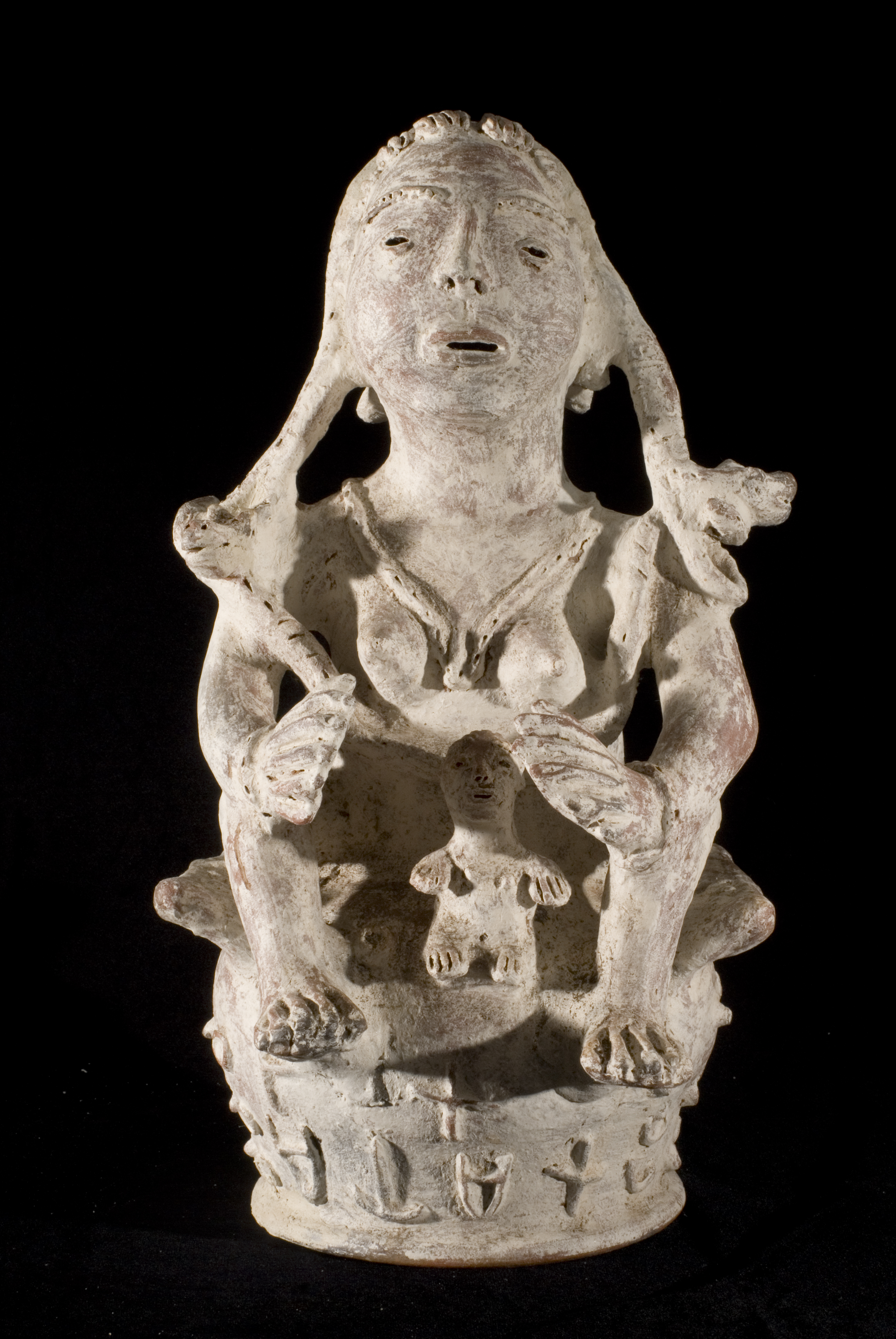
Mami-Wata-Skulptur der Ewe aus Ghana (20. Jahrhundert)

Mami Wata (Pidgin-Englisch für „Mutter des Wassers“), auch Mammy Water, ist eine afrikanische Wassergöttin, die von den Fon und Ewe sowie im Haitianischen Voodoo verehrt wird. Meist wird sie als Meerjungfrau dargestellt, halb Frau, halb Fisch.

## Ursprung und Verbreitung
Vor dem ersten Eintreffen der Europäer in Afrika waren dort Wasserkulte in vielschichtiger, meist femininer Ausprägung verbreitet.
Der Glaube an Mami Wata breitete sich vermutlich ausgehend von Nigeria in viele Länder Westafrikas aus. Es wird angenommen, dass der Kult aus dem Cross-River-Gebiet im Südosten Nigerias stammt. Die Ethnologin Barbara Paxson lokalisiert die Heimat Mami Watas hingegen in Lateinamerika. Die Verehrung des vermeintlich afrikanischen Geistes ist gemäß einer ihrer Theorien eine Abwandlung des sogenannten Watur-Mama-Kultes. Dieser Kult wurde bereits 1750 in der damals niederländischen Kolonie Surinam von afrikanischen Sklaven praktiziert. Die Kulthandlungen – Besessenheitstänze und Opferrituale – führten die Verschleppten in jener Zeit in etwa so durch, wie es die Mami Wata-Anhänger circa 150 Jahre danach taten. Nach Paxson erreichte nun der Watur-Mama-Glaube, durch einige Modifikationen zum Mami-Wata-Kult geworden, Afrika, als die surinamischen Sklaven nach ihrer Befreiung 1863 in die Heimat ihrer Vorfahren emigrierten.
Eine ähnliche Auslegung vertreten die Kunsthistoriker Jill Salmons und Henry Drewal. Die Ethnologin Sabine Jell-Bahlsen sowie die nigerianischen Autoren Chinua Achebe, Christie Achebe und Flora Nwapa verweisen dagegen auf die lokalen afrikanischen Ursprünge von Wassergottheiten, die wegen ihrer unterschiedlichen afrikanischen Namen für Ausländer auf Pidgin English als Mammywater, Mami Wata, Mammy Water, Mammmywota usw. bezeichnet werden.
Man findet Darstellungen fast überall zwischen dem Senegal und Nigeria. Aufgrund ihrer überwiegend hellhäutigen und nixenartigen Form existiert in der Wissenschaft u. a. die Annahme, dass die Gestalt Mami Watas auf dem Afrikanischen Manati beruht. Dafür spricht zudem, dass es in vielen Gegenden dieser Region gebräuchlich ist, diese Tiere Mami Wata zu nennen. Eine andere Hypothese führt ihr nixenartiges und hellhäutiges Aussehen auf den Einfluss der Europäer zurück, denn auf den Schiffen der (Sklaven-)Händler waren am Bug oft Meerjungfrauen als Galionsfigur eingearbeitet sowie Erzählungen über diese Wesen zwischen den Seeleuten populär.
Insgesamt sind die Vorstellungen vom Aussehen und Geschlecht des Geistes von Ethnie zu Ethnie verschieden. In vielen Gegenden West- und Zentralafrikas werden besonders attraktive Frauen als Mami Wata bezeichnet. Bei den liberianischen Kpelle dagegen ist Mami Wata mal ein männlich, mal ein weiblich geformter Geist.

## Erscheinung

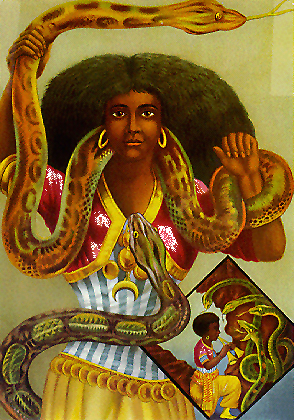
Historische Darstellung einer Schlangenpriesterin, die die Vorstellung von Mami Wata im heutigen Westafrika prägte

Die meisten Mami-Wata-Verehrer stellen sich das nixenartige Wesen als Frau mit zurückgekämmtem, unnatürlich langem Haar vor, wobei die Haarfarbe variiert. In Westafrika verehren die Mami-Wata-Anhänger das Mischwesen mit menschlichem Oberkörper und einem Fischschwanz in einem Besessenheitskult. Für den Geist ist ähnlich wie für das Element Wasser ein ambivalenter Charakter kennzeichnend, der sowohl heilende und lebenspendende, aber auch zerstörerische und schädliche Aspekte beinhaltet. Vergleichbar mit den Sirenen der griechischen Mythologie wird Mami Wata in Erzählungen als ausgesprochen attraktive Frau beschrieben, die Auserwählte mit Lockrufen und allerlei kostbaren Geschenken verführt. Sie hat jedoch auch ein anderes Gesicht. Als Verursacherin diverser Leiden, wie zum Beispiel Krankheiten, wird Mami Wata vielerorts gefürchtet. In manchen Schreinen in Benin wird Mami Wata zusammen mit dem Sklavengeist Tchamba verehrt.